# Dona amb antifaç
Dona amb antifaç és una pintura a l'oli realitzada per Romà Ribera i Cirera el 1887 i que actualment s'exposa al Museu d'Art de Girona. Prové de la col·lecció de Joan Baptista Cendrós i Carbonell que va adquirir i dipositar al Museu d'Art l'any 1986.

## Descripció
Veiem una sola figura, una dona jove, morena, de pell blanca, de mig cos, captada de tres quarts, sense arracades ni altres joiells, no excessivament pentinada, però sí vestida de manera elegant i amb una màscara o antifaç que subjecta entre les mans cobertes per guants. La indumentària i l'antifaç són tractats amb la mateixa meticulositat i finor que el rostre, elements principals que contrasten amb un fons neutre, indefinit, que no ajuda a situar-nos en l'espai on es troba. La seva expressió perduda d'ulls, mira a un punt concret que no coneixem, els llavis insinuen un somriure. Possiblement arriba al ball i abans de col·locar-se l'antifaç fa una ullada. La seva obra Un coup d'oeil, presentada a l'Exposició del Centro de Acuarelistas el 1885, captava un moment semblant, una figura femenina, donava una ullada a un punt no visible per l'espectador, que a ella li cridava l'atenció. L'oli va ser molt ben acollit per la crítica, considerant-lo molt parisien i molt chic. Ribera va representar el 1888, a l'Exposició Universal de Barcelona, la nota essencialment parisenca, elegant i distingida.

## El ressò de la seva pintura en l'època
Romà Ribera i Cirera fou admirat com un artista de dibuix ferm que pintava fidelment, amb fluïdesa, moviment, expressió i intenció a uns personatges que encara no eren comuns a la nostra terra. Diverses revistes il·lustrades d'aquells anys –La Ilustración Española y Americana, La Ilustración Artística, Álbum Salón, etc.– van reproduir a les seves portades i interiors gran nombre d'obres de Ribera, dedicant-li el crític Josep Yxart elogiosos comentaris, així com ho van fer des de la premsa, Josep Roca i Roca, Raimon Casellas, o Alfredo Opisso Viñas. Concretament una: La Ilustración Artística de 1892, va reproduir una obra molt semblant a la que tractem, però més rica en detalls, que es titula Antes del baile: la noia té gairebé el mateix perfil la mateixa expressió encisada, manté la màscara amb la mateixa postura, però el fons no és neutre; s'identifiquen els elements, i la cadira on ella es troba asseguda.
Poc temps després la mateixa publicació parla de la fama universal de Ribera a qui consideren una primera figura dins l'art modern espanyol, en el que havia exercit gran influència. Les seves boniques noies amb antifaç ocupen algunes de les seves portades: "En las máscaras", "En el baile".
Se'l considera el pintor elegant i distingit per excel·lència; tot el que concebia portava el segell de la finor, que revelava el seu gust exquisit, sense perdonar cap detall que no contribuís al bon efecte de la composició. Sempre natural sense caure en la vulgaritat, tenia personalitat pròpia, les seves obres no es podien confondre. En la representació d'aquest divertiment, que per la societat d'aquells anys era tota una esdevinença, es va distingir entre altres artistes prou importants, arribant en aquest gènere a un punt de perfecció que la majoria no van aconseguir. No era gens fàcil expressar-se amb elegància i amb un to no només anecdòtic. A Catalunya es van significar pel mateix tema Francesc Masriera, Francesc Miralles, Manuel Cusí i Ferret, o el valencià Cecilio Pla Gallardo, entre d'altres. Al llarg del temps i fins al final de la seva dilatada vida, Ribera no va renovar els seus models; això sí, va tenir cura de fondre'ls en l'ambient, valorant l'harmonia del conjunt més que la parcialitat o els fragments aïllats.

## Altres obres destacades
- De Soireé, MNAC
- Sortida de ball, Museu de Montserrat